# Майдан Житній Ринок (Житомир)
Майдан Житній Ринок — майдан в Корольовському районі міста Житомира.

## Характеристики
Розташований у центральній частині міста; у Старому місті, у кварталі між вулицями Небесної Сотні, Житній Базар, Хлібною.

## Історія
Майдан виник з назвою Хлібний наприкінці ХІХ століття внаслідок реалізації генерального плану міста 1845—1855 рр., яким передбачалася радіально-кільцева структура міських вулиць, зокрема, створення декількох ринкових майданів прямокутної форми, серед яких Хлібний майдан, що проєктувався на заболоченій місцевості, в центрі якої знаходилося Хлугове озеро.
Наприкінці ХІХ століття — у перші десятиліття ХХ століття значну площу Хлібного майдану займав міський сад (нині територія Житомирського кооперативного ринку), закладений на місці осушеного болота. За радянських часів здійснено вирубку саду й територія експлуатувалася як частина ринку.
Наприкінці ХІХ століття на перехресті з Хлібною вулицею збудовано будинок працелюбства, до якого в 1911 році переїхав Волинський центральний музей, а між нинішніми вулицею Житній Базар та проїжджою частиною майдану Житній Ринок сформувався ринок, що за радянської влади поступово забудовувався одноповерховими ринковими спорудами. У 1950-х роках на теренах майдану збудовано торговельний комплекс (на розі з вулицею Небесної Сотні) й одноповерховий м'ясний павільйон (на розі з Хлібною вулицею). На початку 1980-х років збудовано критий ринок. У 1992 році введено в експлуатацію нову будівлю торгового центру. У 2010-х роках проведено реконструкцію торговельних павільйонів.